# جاده ای۱۲ (انگلستان)
جاده ای۱۲ (به انگلیسی: A12 road) یکی از جاده‌های کشور انگلستان است.
این جاده از شهر لندن شروع و در شهر گریت یارموث در شهرستان نورفک به پایان میرسد، طول این جاده ۲۰۸ کیلومتر است.